# Шапиро, Давид Абрамович
Давид Абрамович Шапиро (23 декабря 1954, Челябинск — 7 июня 2025, Новосибирск) — советский и российский физик-теоретик. Доктор физико-математических наук (1993), профессор кафедры теоретической физики физического факультета Новосибирского государственного университета (1995).
Специалист в областях теоретической физики, нелинейной спектроскопии и физики плазмы. Автор и соавтор более 160 научных публикаций с h-индексом равным 25 по РИНЦ и одного авторского свидетельства РФ.

## Биография
Д. А. Шапиро родился 23 декабря 1954 года в Челябинске в семье врачей. В 1977 году окончил физический факультет Новосибирского государственного университета по специальности «Физика». В 1980 году завершил обучение в аспирантуре Института автоматики и электрометрии Сибирского отделения АН СССР. В 1982 году защитил кандидатскую диссертацию на тему «Нелинейные спектроскопические явления в ионных лазерах».
С 1980 года работает в Институте автоматики и электрометрии СО РАН (ИАЭ), где последовательно занимал должности младшего, научного, старшего и ведущего научного сотрудника лаборатории физики лазеров. В 1993 году защитил докторскую диссертацию на тему «Нелинейная спектроскопия низкотемпературной плазмы». С 2003 года является заведующим лабораторией фотоники ИАЭ.
В Новосибирском государственном университете преподавал с 1986 года, сначала в должности ассистента, затем доцента (1989), профессора (1995) и заведующего кафедрой теоретической физики (с 2009). В 2002 году получил звание профессора по кафедре теоретической физики. Проводил занятия по курсам атомной физики, квантовой механики, аналитической механики, физики сплошных сред, методов математической физики, а также по спецкурсам спектроскопии, квантового кинетического уравнения и современных математических методов физики.
Под научным руководством Д. А. Шапиро защищены 5 кандидатских диссертаций. Он являлся членом диссертационного совета ИАЭ СО РАН с 1993 года, членом Американского физического общества с 1998 года и Оптического общества Америки с 2006 года.
Скончался 7 июня 2025 года. Похоронен на Южном кладбище Новосибирска (квартал 26).

## Научный вклад
Основные научные интересы Д. А. Шапиро лежат в области исследований теории ионных лазеров, непрерывного перестраиваемого УФ-лазера, сужения ионных линий в плазме, новых столкновительных эффектов в нелинейной спектроскопии плазмы и волоконной оптики. Изучал взаимодействие мощной световой волны с ионами в электрических и магнитных полях. Установил, что профиль интерференционного резонанса под действием ионных столкновений меняет амплитуду, но практически не меняет ширину. Провел цикл работ по теории сильноточного разряда ионных лазеров и выявил причину неустойчивости генерации. Обнаружил модовую структуру спектра низкочастотных колебаний активной среды ионных лазеров и объяснил насыщение мощности генерации как следствие провала в радиальном профиле плотности ионов многокомпонентного разряда. Разработал теорию разряда низкого давления с быстрой поперечной прокачкой активной среды.
Открыл и исследовал новый вид уширения нелинейных резонансов в ионных спектрах — кулоновское уширение, а также впервые вычислил сужение ионных линий в плотной плазме. Предложил метод точек поворота, позволивший найти формы нелинейных резонансов в сильном поле и объяснить эксперименты по резонансному четырёхволновому смешению.
Разработал метод решения трехмерного квантового кинетического уравнения для задач спектроскопии. Его расчеты в модели непроницаемых сфер объяснили результаты измерения формы линий молекулярного водорода. Кроме того, интерпретировал эффект расщепления пика электромагнитно-индуцированной прозрачности в поле стоячей волны и разработал новый метод решения обратной задачи рассеяния для реконструкции волоконных брэгговских решёток.

## Награды и отличия
- Почетное звание «Заслуженный ветеран СО РАН» за многолетнюю плодотворную работу[2].
- Почетными грамотами СО РАН и РАН[2].
- Юбилейная медаль «300 лет Российской академии наук»[2].